# Dim (бренд)
Dim (произносится: Дим) — французская компания в сфере текстильной промышленности с головным офисом в Рюэй-Мальмезоне. Основанная в 1953 году, она является одним из лидеров Франции в производстве женского белья и нижней одежды, в частности: она продаёт женское бельё, мужское нижнее белье, чулочно-носочные изделия (колготки, чулки, гольфы, носки), купальные костюмы и ночную одежду для детей.
После того как она была дочерней компанией американского инвестиционного фонда Sun Capital Partners в период с 2005 по 2014 годы, она является с того времени филиалом американской компании HanesBrands.

## История

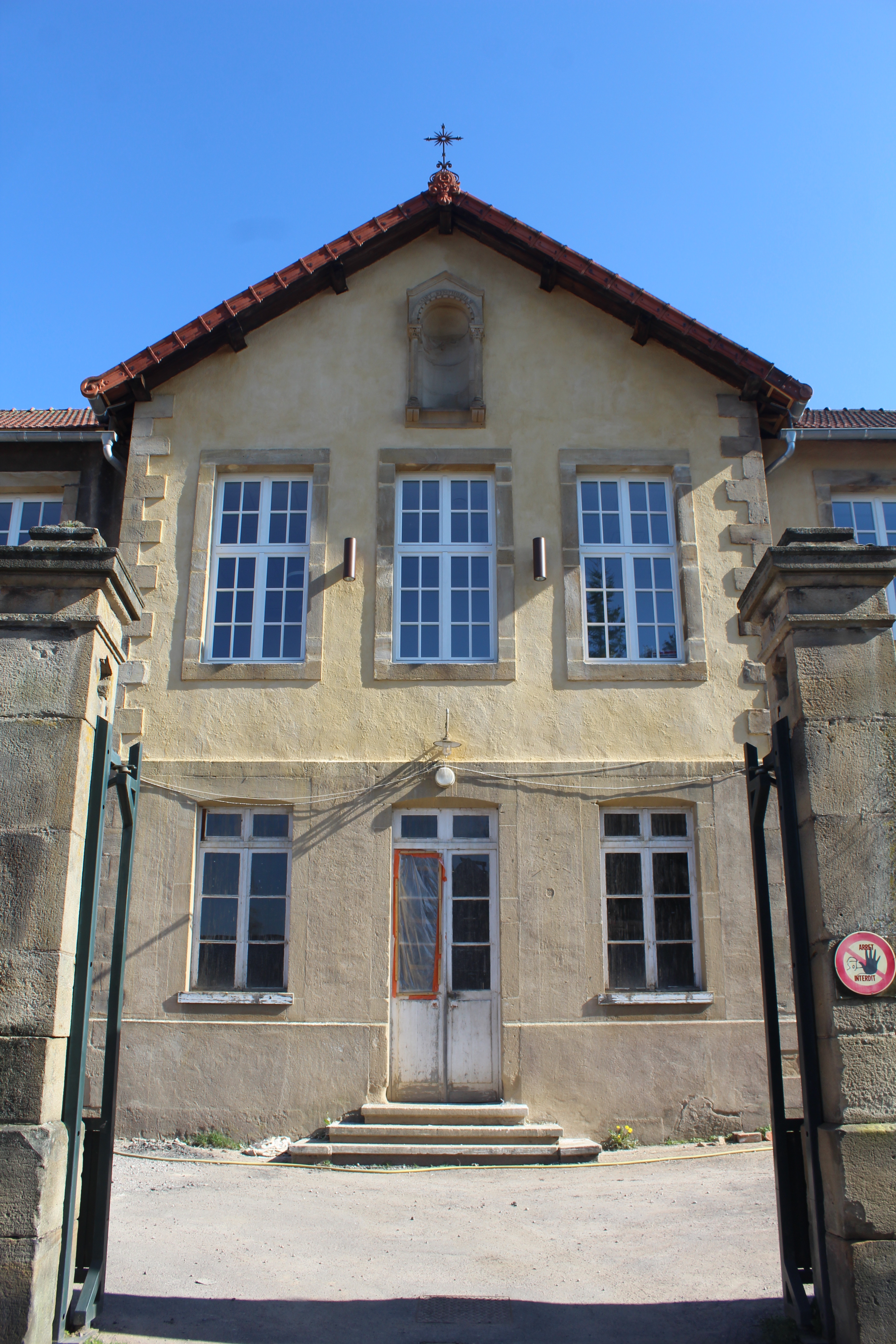
Здание школы, где были установлены первые ткацкие машины для вязания бесшовных чулок в Отёне.

Компания была основана , когда Бернаром Жиберстеном (фр. Bernard Giberstein), инженером-агрономом в 1953 году . С этой целью он отправился в Соединённые Штаты, где производились нейлоновые чулки, чтобы договориться об импорте первых ткацких машин. Назвав свою компанию Bégy (Бежи), он организовал свои первые швейные мастерские в Труа, потом, в 1956 году, перебрался в Отён, где устроил производство в большом помещении, предоставленном ему тогдашним епископом, монсеньором Лебреном, а затем расположился на территории школы Святой Марии (одна из улиц этого города теперь носит его имя). Бернар Жиберстен предусмотрительно решил отказаться от роскошного шёлка в пользу более прочного нейлона, который облегает ноги и придаёт им цвет загара. Таким образом, после доставки кругловязальных машин и получения патента, в 1956 году были запущены в производство бесшовные чулки, в то время как доля их присутствия на рынке составляла всего 3%.
Компания Le bas Dimanche (Воскресные чулки), созданная в 1958 году, во времена, когда французы наряжались ещё только по выходным, своим названием позиционировала свою продукцию. Бренд получил молниеносный успех, так что в 1962 году представлял на французском рынке уже 25% нижнего белья. Это стало возможным во многом благодаря использованию таких новаторских идей, как комплект чулок в 1964 году, три пары чулок по цене одной, чтобы иметь запасной экземпляр, или, начиная с 1968 года, набор из десяти чулок, Tels Quels, которые продавались за десять франков  в нерасправленном и неразглаженном виде, свёрнутыми в шар в коробочке в форме кубика.
С популяризацией мини-юбки, придуманной Мэри Куант, и активно поддерживаемой Куррежем, мода резко изменилась. Производитель корсетных изделий Cadolle констатировал смерть корсета. Было очевидно, что традиционные пояса с резинками для чулок тоже не отвечали новым веяниям, а колготки получили впечатляющий и необратимый успех.
В 1963 году рекламную деятельность Dim стало вести агентство Publicis. В 1964 году по совету Марселя Блёстен-Бланше (фр. Marcel Bleustein-Blanchet), президента и основателя группы Publicis, бренд сократил своё название и стал называться просто Dim. Благодаря креативным, ярким и эротичным рекламным кампаниям, колготки Dim завоевали женщин настолько, что в 1970 году он стал вторым в мире производителем колготок с 65% своего оборота за пределами Европы. Маркетинг также являлся инновационным: это, в частности, относилось к колготкам, к которым перешло название чулок, Tels Quels, продававшимся без упако́вки, а затем — в картонных коробках. Бренд также был первым, кто начал поставлять свою продукцию в крупную торговую сеть.
В 1973 году Dim был выкуплен французской группой BiC, которая пыталась диверсифицировать свою деятельность в секторе одежды. Рынок колготок сократился, и Dim оказался перед фактом перепроизводства, что привело к кризису финансирования и необходимости поиска инвесторов.
Бернар Жиберстен покончил жизнь самоубийством в 1976 году. Этот же период стал синонимом в освоение брендом новых сфер деятельности; Dim предложил свою первую коллекцию женского белья, бюстгальтеров, а также трусы из хлопка для мужчин. Дочерней компанией группы Bic стала марка нижнего белья Rosy. Затем Dim запустил носки Dimettes.
Желая укрепить своё присутствие на североамериканском рынке, в начале 1980-х годов Dim купил марку колготок Chesterfield. А 1986 год стал годом возвращения чулок с подвязками с Dim Up ! с содержанием лайкры. Два года спустя были выпущены колготки Diam's с эластаном. В 1987 году Dim создал аутентичную линию нижнего белья  для мужчин Dim Hommes и заново изобрёл традиционные мужские стипы созданием знаменитого L’Australien.

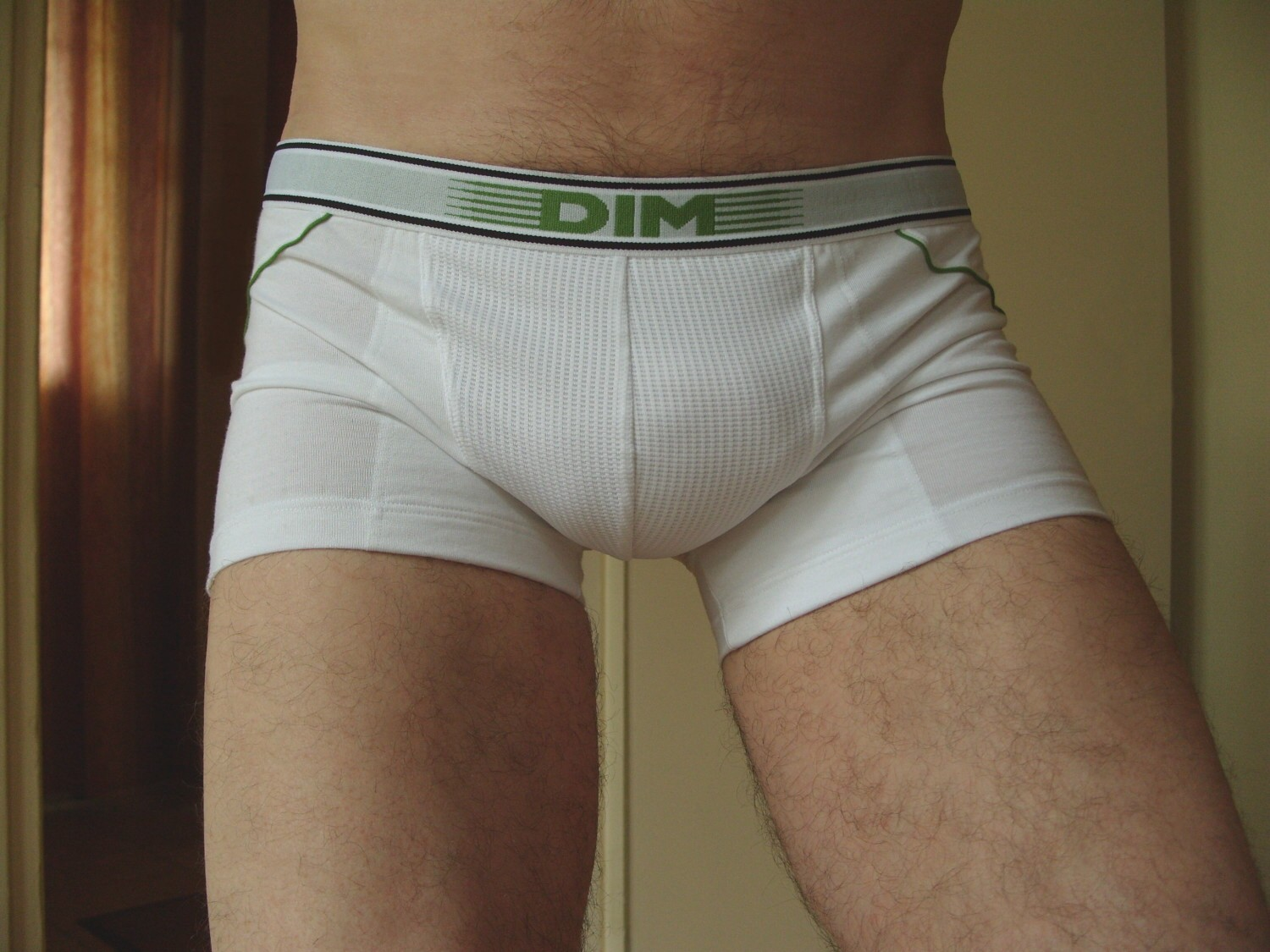
Боксеры.

В 1988 году бренд был приобретён Американской многонациональной агропродовольственной корпорацией, Sara Lee Corporation, которая в то время взяла курс на развитие производства текстиля и нижнего белья. Десять лет спустя Dim перепродала Rosy, выкупив бренд белья класса люкс Chantal Thomass, который в 2011 году она продала группе Chantelle.
В 2005 году Dim стал дочерней компанией американского инвестиционного фонда Sun Capital Partners (как Dim Branded Apparel или DBApparel), объединив тем самым бренды Wonderbra и Playtex. Через несколько лет после этого была проведена реорганизация группы Dim
В июне 2014 года DBApparel был куплен американской текстильной группой HanesBrands за 400 миллионов евро..

### DIM в России
Французский бренд нижнего белья DIM уходит из России. ООО «Ди-би-ай рус», развивающее в России сеть монобрендовых магазинов DIM, начало процесс ликвидации юрлица. Поставки товара в страну остановлены. Магазины сети, которые работают по франшизе, продолжат деятельность даже после закрытия центрального офиса DIM. Однако вывеску таким точкам придется сменить, чтобы не ассоциироваться с DIM.

## Дополнительная хронология
- 1988: Dim поручает Жан-Полю Гуду (фр. Jean-Paul Goude) кампанию с колготками Diam's;
- 1991 : Dim запускает линию одежды для спорта Freedim;
- 1993: Dim запускает колготки Diam's ventre plat;
- 1995: Dim запускает линию  sport женского белья;
- 1999: Dim запускает колготки Cosmétic beauté;
- 2000 : запуск бюстгальтера Beautiful People разработанного Изабель Маран и Ванниной Весперини (фр. Vannina Vesperini);
- 2008: диверсификация с запуском линий купальников, ночного белья для детей (с группой Zannier) и домашней обуви «Dimin»[16] (с группой ROYER)
- 2009 : лицензия Dim на носки перешла «Kindy»[17];
- 2009: запуск линии плавок для мужчин.

## Производство
Почти все колготки и чулки Dim изготавливаются в Отёне, Сона и Луара. Это единственная фабрика Dim, которая осталась во Франции. В 2012 году она насчитывала тысячу работников. В 2015 году их стало 850, а социальный план предусматривал увольнение ещё от 80 до 165 человек в 2016 году.
Компания имеет несколько производственных площадок в Румынии.